# Museum (음반)
《Museum》는 2009년 11월에 발매된 대한민국의 힙합 가수 MC 스나이퍼의 5집이다. 심의를 완전히 통과한 MC 스나이퍼의 몇 안되는 앨범 중 하나이다.

## 수록곡
1. Magic Flow (Intro)
2. 마법의 성
3. 이별의 숲
4. 강남nb
5. 내려놓음
6. 유서 (강릉에서)
7. 부산에서 (Feat. 태완)
8. 나인코드 (Feat. 샛별)
9. 사람의 마음이 이리도 쉽게 변할줄은 몰랐어
10. Wind
11. I Wander (헤매다...)
12. 생활기록부 (Feat. MC BK And Mr.Room9)
13. 국화꽃향기 (Feat. Outsider)
14. For You (Accoustic Ver.)

## 참고 문서
- 네이버 뮤직